# (4145) Maximova
(4145) Maximova est un astéroïde de la ceinture principale.

## Description
(4145) Maximova est un astéroïde de la ceinture principale. Il fut découvert le 29 septembre 1981 à Naoutchnyï par Lioudmila Jouravliova. Il présente une orbite caractérisée par un demi-grand axe de 2,27 UA, une excentricité de 0,20 et une inclinaison de 4,9° par rapport à l'écliptique.

## Compléments